# Club Atletico Independiente de La Chorrera
Maillots
Actualités
Dernière mise à jour : 13 novembre 2022.
Le Club Atletico Independiente de La Chorrera est un club panaméen de football basé à La Chorrera.

## Palmarès
- Championnat du Panama de football
  - Champion (4) : 2018 (C), 2019 (C), 2020 (C) et 2022 (C)
  - Vice-champion (1) : 2015 (C)